# Teotepec
Teotepec är en ort i Mexiko.   Den ligger i kommunen Catemaco och delstaten Veracruz, i den sydöstra delen av landet, 400 km öster om huvudstaden Mexico City. Teotepec ligger 371 meter över havet och antalet invånare är 180. Den ligger vid sjön Laguna Catemaco.
Terrängen runt Teotepec är kuperad norrut, men söderut är den platt. Runt Teotepec är det ganska tätbefolkat, med 83 invånare per kvadratkilometer. Närmaste större samhälle är Catemaco, 4,7 km sydväst om Teotepec. Omgivningarna runt Teotepec är en mosaik av jordbruksmark och naturlig växtlighet.